# Линк, Иоганн Генрих
Иоганн Генрих Линк (нем. Johann Heinrich Linck; 1674—1734) — немецкий аптекарь и натуралист.

## Биография
Он получил от отца Генриха Линка аптеку, известную как «Золотой лев», в Лейпциге и продолжил собирать экспонаты для кабинета минералов и курьёзов. Интенсивно занимался изучением морских звёзд. В его честь был назван род морских звёзд Linckia. Линк был членом Королевского общества, Леопольдины и научного общества в Болонье.
Его сын Иоганн Генрих Линк (младший) (1734—1807) также был фармацевтом и натуралистом.

## Труды
- Johann Heinrich Linck: De stellis marinis liber singularis, Leipzig 1733